# 第31工兵連隊 (フランス軍)
第31工兵連隊（だいさんじゅういちこうへいれんたい、31e régiment du génie：31e RG）は、タルヌ＝エ＝ガロンヌ県カステルサラザンに駐屯する、第3機械化歩兵旅団隷下のフランス陸軍の工兵連隊であった。同旅団は2016年6月16日に解隊され、同月20日に創設された第3機甲師団の隷下部隊となった。
兵種は工兵、伝統的区分も工兵である。

## 沿革
- 1920年：第31工兵大隊が編成される。
- 1946年：モロッコにおいて第31工兵連隊が編制される。その後、インドシナに移駐。
- 1959年：アルジェリアにおいて、第62工兵大隊が新たに編成される。（62大隊はアルジェリア撤退時に廃止）
- 1962年：モロッコにおいて、ダムの建設と保守に従事する。
- 1971年：Castelsarrasinに移駐。
- 2001年：第3機械化歩兵旅団の隷下となる。
- 2016年：第3機甲師団の隷下となる。

## 最新の部隊編成
- 連隊本部
- 本部管理中隊
- 第1中隊
- 第2中隊
- 第3中隊
- 管理支援中隊（武器・車両・通信の整備など）
- 予備訓練中隊

### 定員
- 連隊の人員構成としては、約1,000名からなる。

## 主要装備
- GIAT BM92-G1
- FA-MAS
- FR-F2
- AAT-F1
- AA-52
- 12.7mm重機関銃
- RTF1 120mm迫撃砲
- LLR 81mm迫撃砲
- EBG（装甲工兵車）
- MFRD（地雷敷設車）
- PMM（地雷除去車）
- PAA（パネル型架橋車）
- MPG（多目的工兵車、バケットローダー）
- EFA（浮橋車）
- MAT（車両渡河資材）
- EMAD
- VAB
- VAL
- P4